# Dobra Voda (Čaglin)
Dobra Voda is een plaats in de gemeente Čaglin in de Kroatische provincie Požega-Slavonië. De plaats telt 12 inwoners (2001).